# سفارة فرنسا في روسيا البيضاء
سفارة فرنسا في روسيا البيضاء هي أرفع تمثيل دبلوماسي لدولة فرنسا لدى روسيا البيضاء. تقع السفارة في مينسك وهي تهدف لتعزيز المصالح الفرنسية في روسيا البيضاء.

## وصلات خارجية
- الموقع الرسمي
- قائمة سفارات فرنسا
- قائمة السفارات في روسيا البيضاء